# Girabola de 2016
O Girabola de  2016 é a 38.ª temporada do campeonato de futebol da primeira divisão de Angola. A temporada começou em 19 de Fevereiro de 2016.
A liga é composta de 16 equipas, das quais três serão rebaixados para a Segundona de 2017. O Recreativo do Libolo é a equipe detentora do título, tendo conquistado seu segundo troféu seguido e seu quarto nos últimos cinco anos.

## Equipas
Um total de 16 equipas, vão competir pela liga, incluindo treze da temporada de 2015 e mais três promovidos da Segundona de 2015 - 4 de Abril FC, Porcelana e 1.º de Maio.
Do outro lado, Bravos do Maquis, Sporting de Cabinda e Domant foram os três últimos colocados da época de 2015 e jogarão a Segundona em 2016. O Recreativo do Libolo é o último campeão, tendo conquistado o título em 2015.

## Promovidos e rebaixados
| Pos. | Rebaixados no Girabola |
| ---- | ---------------------- |
| 14º  | Bravos do Maquis       |
| 15º  | Sporting de Cabinda    |
| 16º  | Domant FC              |

| Pos. | Promovidos na Segundona |
| ---- | ----------------------- |
| 1º   | 1.º de Maio             |
| 2º   | Porcelana               |
| 3º   | 4 de Abril FC           |

## Participantes

### Estádios e locais
| Equipa                  | Cidade natal | Estádio                       | Capacidade | Desempenho em 2015 |
| ----------------------- | ------------ | ----------------------------- | ---------- | ------------------ |
| 4 de Abril FC           | Menongue     | Estádio Municipal de Menongue | ?          | 3.º na Segundona   |
| Académica do Lobito     | Lobito       | Estádio do Buraco             | 15 000     | 13.º no Girabola   |
| ASA                     | Luanda       | Estádio da Cidadela           | 30 000     | 9.º no Girabola    |
| Benfica de Luanda       | Luanda       | Estádio 11 de Novembro        | 50 000     | 3.º no Girabola    |
| Desportivo da Huíla     | Lubango      | Estadio da Tundavala          | 25 000     | 7.º no Girabola    |
| Interclube              | Luanda       | Estádio 22 de Junho           | 12 000     | 5.º no Girabola    |
| Kabuscorp               | Luanda       | Estádio dos Coqueiros         | 12 000     | 4.º no Girabola    |
| Petro de Luanda         | Luanda       | Estádio 11 de Novembro        | 50 000     | 8.º no Girabola    |
| Primeiro de Agosto      | Luanda       | Estádio 11 de Novembro        | 50 000     | 2.º no Girabola    |
| Porcelana               | N'dalatando  | Estádio Santos Dinis          | 5000       | 2.º na Segundona   |
| Primeiro de Maio        | Benguela     | Estádio Edelfrides Costa      | 6000       | 1.º na Segundona   |
| Progresso do Sambizanga | Luanda       | Estádio da Cidadela           | 30 000     | 12.º no Girabola   |
| Progresso da Lunda Sul  | Saurimo      | Estádio das Mangueiras        | 7000       | 6.º no Girabola    |
| Recreativo da Caála     | Caála        | Estádio Mártires da Canhala   | 3000       | 11.º no Girabola   |
| Recreativo do Libolo    | Calulo       | Estádio Patrice Lumumba       | 10 000     | Campeões           |
| Sagrada Esperança       | Dundo        | Estádio Sagrada Esperança     | 3000       | 10.º no Girabola   |

## Classificação
| #  | Equipa               | J  | V  | E   | D  | GP | GC | SG  | Pts | Classificação                    |
| -- | -------------------- | -- | -- | --- | -- | -- | -- | --- | --- | -------------------------------- |
| 1  | Primeiro de Agosto   | 30 | 20 | 6   | 4  | 60 | 0  | +60 | 66  | Liga dos Campeões da CAF de 2017 |
| 2  | Petro de Luanda      | 30 | 19 | 7   | 4  | 52 | 33 | +19 | 64  |                                  |
| 3  | Recreativo do Libolo | 30 | 17 | 9   | 4  | 51 | 37 | +14 | 60  |                                  |
| 4  | Kabuscorp            | 30 | 13 | 7   | 10 | 41 | 37 | +4  | 46  |                                  |
| 5  | Progresso Lunda Sul  | 30 | 13 | 7   | 10 | 48 | 32 | +16 | 46  |                                  |
| 6  | Benfica Luanda       | 3  | 1  | 0   | 2  | 1  | 4  | −3  | 3   |                                  |
| 7  | Interclube           | 15 | 10 | 4   | 1  | 3  | 2  | +1  | 34  |                                  |
| 8  | Progresso            | 3  | 0  | 1   | 2  | 0  | 4  | −4  | 1   |                                  |
| 9  | Sagrada Esperança    | 2  | 0  | 0   | 2  | 0  | 2  | −2  | 0   |                                  |
| 10 | Desportivo Huíla     | 30 | 10 | 6   | 14 | 2  | 2  | 0   | 36  |                                  |
| 11 | Recreativo da Caála  | 3  | 0  | 0   | 3  | 2  | 7  | −5  | 0   |                                  |
| 12 | Académica do Lobito  | 30 | 9  | 014 | 7  | 44 | 29 | +15 | 41  |                                  |
| 13 | ASA                  | 20 | 10 | 7   | 3  | 46 | 29 | +17 | 37  |                                  |
| 14 | 4 de Abril FC        | 30 | 6  | 11  | 13 | 20 | 59 | −39 | 29  | Rebaixado para Segundona de 2017 |
| 15 | 1.º de Maio          | 30 | 7  | 8   | 15 | 24 | 63 | −39 | 29  | Rebaixado para Segundona de 2017 |
| 16 | Porcelana            | 30 | 5  | 3   | 22 | 14 | 64 | −50 | 18  | Rebaixado para Segundona de 2017 |

Última atualização em 7 de Março de 2016
Fonte: FIFA.com
Regras para classificação: 1) pontos; 2) pontos por confronto direto; 3) golos por confronto direto; 4) diferença de golos; 5) número de vitórias; 6) play-off.
(C) = Campeão; (R) = Rebaixado; (P) = Promovido; (O) = Vencedor do play-off; (A) = Classificado para a próxima fase. 
Somente aplicável se a temporada não tiver terminado: 
(Q) = Classificado para a fase do torneio indicada; (TQ) = Classificado para o torneio, mas não para a fase indicada; (DQ) = Desclassificado do torneio.

Aurélio Simão 23h10min de 15 de novembro de 2016 (UTC)

## Estatísticas da temporada

### Melhores marcadores
- Atualizado até 17 de Agosto de 2016

| Lugar | Marcador      | Equipa               | Golos |
| ----- | ------------- | -------------------- | ----- |
| 1.º   | Gelson        | 1° de Agosto         | 23    |
| 2.º   | Ary Papel     | 1.º de Agosto        | 12    |
| 3.º   | Brito         | Recreativo do Libolo | 4     |
| 4.º   | Filipe        | 1.º de Maio          | 2     |
| 4.º   | Moco          | Interclube           | 2     |
| 5.º   | Agoya         | Progresso Lunda Sul  | 1     |
| 5.º   | Balakai       | Petro de Luanda      | 1     |
| 5.º   | Amido Baldé   | Benfica Luanda       | 1     |
| 5.º   | Bobo          | Kabuscorp            | 1     |
| 5.º   | Bruno         | Desportivo Huíla     | 1     |
| 5.º   | Cabibi I      | Recreativo do Libolo | 1     |
| 5.º   | Babilsom      | Petro de Luanda      | 1     |
| 5.º   | Chole         | Kabuscorp            | 1     |
| 5.º   | Dany          | Recreativo do Libolo | 1     |
| 5.º   | David         | ASA                  | 1     |
| 5.º   | Erivaldo      | Recreativo do Libolo | 1     |
| 5.º   | Fofó          | ASA                  | 1     |
| 5.º   | Geraldo       | 1.º de Agosto        | 1     |
| 5.º   | Guelor        | ASA                  | 1     |
| 5.º   | Ibukun        | 1.º de Agosto        | 1     |
| 5.º   | Kadú          | Académica do Lobito  | 1     |
| 5.º   | Déo Kanda     | 4 de Abril FC        | 1     |
| 5.º   | Kêmbua        | Desportivo Huíla     | 1     |
| 5.º   | Lami          | Kabuscorp            | 1     |
| 5.º   | Landry        | Recreativo da Caála  | 1     |
| 5.º   | Lelo          | 4 de Abril FC        | 1     |
| 5.º   | Yves Magola   | Kabuscorp            | 1     |
| 5.º   | Massinga      | 1.º de Maio          | 1     |
| 5.º   | Milex         | ASA                  | 1     |
| 5.º   | Minguito      | ASA                  | 1     |
| 5.º   | Nandinho      | Desportivo Huíla     | 1     |
| 5.º   | Nelito        | Académica do Lobito  | 1     |
| 5.º   | Nelito        | ASA                  | 1     |
| 5.º   | Paizinho      | Recreativo da Caála  | 1     |
| 5.º   | Luiz Phellype | Recreativo do Libolo | 1     |
| 5.º   | Ruben         | Académica do Lobito  | 1     |
| 5.º   | Kanku Trésor  | Kabuscorp            | 1     |
| 5.º   | Abianda Yann  | Interclube           | 1     |

### Hat-tricks
| Gelson melhor marcador do gira bola zap com 23 golos. | Clube:Primeiro de Agosto | Brito | Recreativo do Libolo | 1.º de Maio | 2-4 | 21 de Fevereiro de 2016 |